# パオロ・ジェンティローニ
パオロ・ジェンティローニ・シルヴェーリ（Paolo Gentiloni Silveri、イタリア語発音: [ˈpaːolo dʒentiˈloːni]、1954年11月22日 - ）は、イタリアの政治家。民主党所属。
通信相（2006年 - 2008年）、外相（2014年 - 2016年）、第64代閣僚評議会議長（首相、2016年 - 2018年）を歴任した。2019年より欧州委員会（フォン・デア・ライエン委員会）経済担当委員。

## 生い立ち
ジェンティローニ・シルヴェーリ伯爵家の末裔で、著名な親族には保守派のカトリック選挙連合の党首であったヴィンチェンツォ・オットリーノ・ジェンティローニがいる。ヴィンチェンツォは、長年首相を務めたジョヴァンニ・ジョリッティの盟友であった（ジェンティローニ協定も参照）。
ローマに生まれ、同市内のトルクァート・タッソ文科高校を卒業後、ローマ・ラ・サピエンツァ大学で政治学を修めた。ジャーナリストでもある。

## 政治活動
ジェンティローニは、マリオ・カパンナが旗揚げした極左青年組織「学生運動」のメンバーであった。しかし、カパンナが新たにプロレタリア民主党を設立したとき、ジェンティローニはこれに追随せず、社会主義を掲げる労働運動に合流した。このときシッコ・テスタと親友になり、その力添えによって、環境団体レガンビエンテの機関紙「ラ・ヌオーバ・エコロジア」（新たな生態系）の編集長となった。エコロジスト系新聞の編集長として、当時緑の連盟の若き指導者であったフランチェスコ・ルテッリと会見することもあった。
1993年、ジェンティローニはローマ市長選挙に立候補したルテッリのスポークスマンとなった。ルテッリは右派のジャンフランコ・フィーニに大勝を収め当選し、ジェンティローニはローマ市議会の宝飾品・観光評議員に任命された。

### 国会議員
2001年の総選挙で、ジェンティローニは国会議員に当選し、国政に進出した。2002年には新党「マルゲリータ」に合流し、同党のスポークスマンを5年間務めた。
2005年から2006年には、国営放送局であるイタリア放送協会の活動を監督する放送事業監視委員会の委員長を務めた 。
2006年の総選挙ではロマーノ・プローディの政党連合「オリーブの木」から立候補し、再選された。2006年から2008年の第2次ロマーノ・プローディ内閣では通信相を務めた。
2007年に民主社会主義の左翼民主主義者とキリスト教左派の「マルゲリータ」が合流して民主党が結成された際には、全国結党委員会の委員を務めた。
2008年の総選挙ではシルヴィオ・ベルルスコーニの保守陣営が勝利したが、このときもジェンティローニは再選された。
2013年4月6日、ジェンティローニはローマ市長選挙に向けた中道左派陣営の予備選挙に立候補したが、イニャツィオ・マリーノ（市長に当選）とジャーナリストのダヴィド・サッソーリに次ぐ3位に終わった。
2013年の総選挙ではピエル・ルイジ・ベルサーニ民主党書記長を代表とする中道左派連合「イタリア・ベーネ・コムーネ」から立候補し、代議院議員に当選した。同年、民主党書記長を辞任したベルサーニの後継を決める選挙が行われたが、このときには当時フィレンツェ市長であったマッテオ・レンツィを支持した。

### 外相

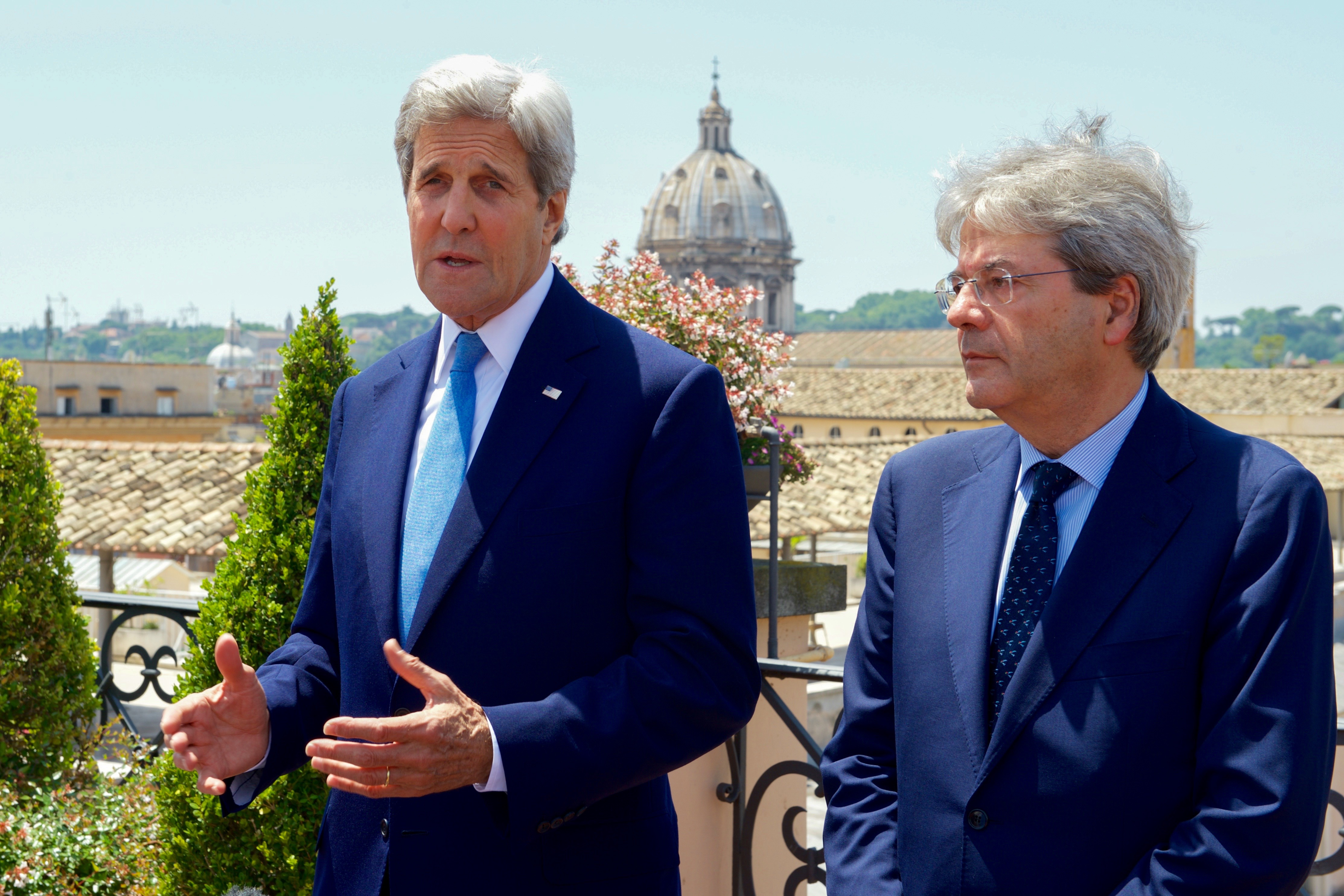
2016年6月、ローマで米国のジョン・ケリー国務長官と

2014年10月31日、ジェンティローニは首相のレンツィから、フェデリカ・モゲリーニ（欧州連合外務・安全保障政策上級代表に転出）の後任の外相に任命された。当時、イタリアは欧州連合理事会の議長国であったため、同年12月の期間満了まで、ジェンティローニはその議長国の外相の地位にあった。
当初、ジェンティローニは政界関係者から後継候補とみられていなかった。レンツィは男女の閣僚数の均衡を保つため、女性を後任にあてようとしたとの報道もある。ジェンティローニもまた、外交の専門家として有名ではなかった。
2015年2月13日、ジェンティローニはニュース専門チャンネル Sky TG24 とのインタビューで「要請があれば、イタリアはリビアでISIL（｢イスラム国｣）に対して空爆を行う用意がある。イタリアから船でたった数時間のところに、活発なテロリストの脅威があることを、イタリア政府は容認できないからだ」と述べた。その翌日、ジェンティローニはイスラム国から名指しで十字軍や敵国の大臣などと非難され、脅迫を受けた。

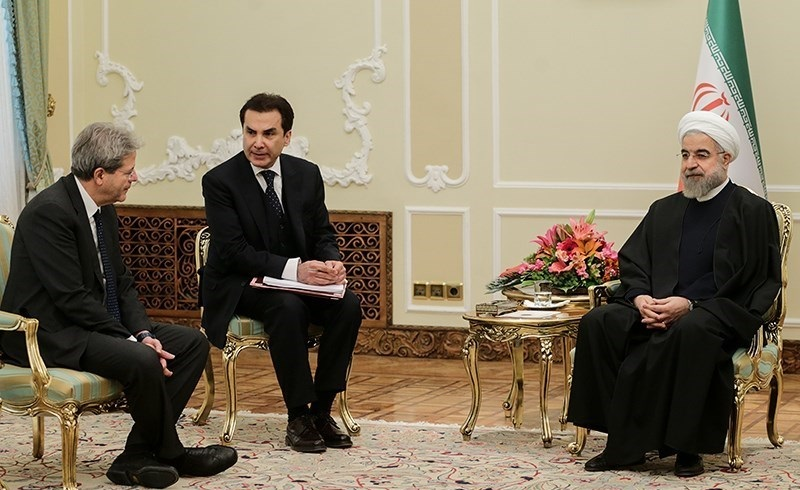
イランのハサン・ロウハニ大統領と

2015年3月にはメキシコとキューバを訪問した。キューバではラウル・カストロ国家評議会議長と会談し、キューバとアメリカ合衆国の関係正常化に対するイタリアの支持を改めて表明した。
2015年7月11日には、エジプトのカイロで発生したテロ事件に関連して「イタリアは怯まない」と述べ、テロとの戦いを続ける意思を明らかにした。同日のテロ事件ではカイロのイタリア総領事館の外で自動車爆弾が爆発し、少なくとも1人が死亡、4人が負傷した。
2015年12月、ジェンティローニは内戦が続くリビアの2つの政府と国際連合、アメリカ合衆国、ロシアの代表者からなる和平会議をローマで主催した。

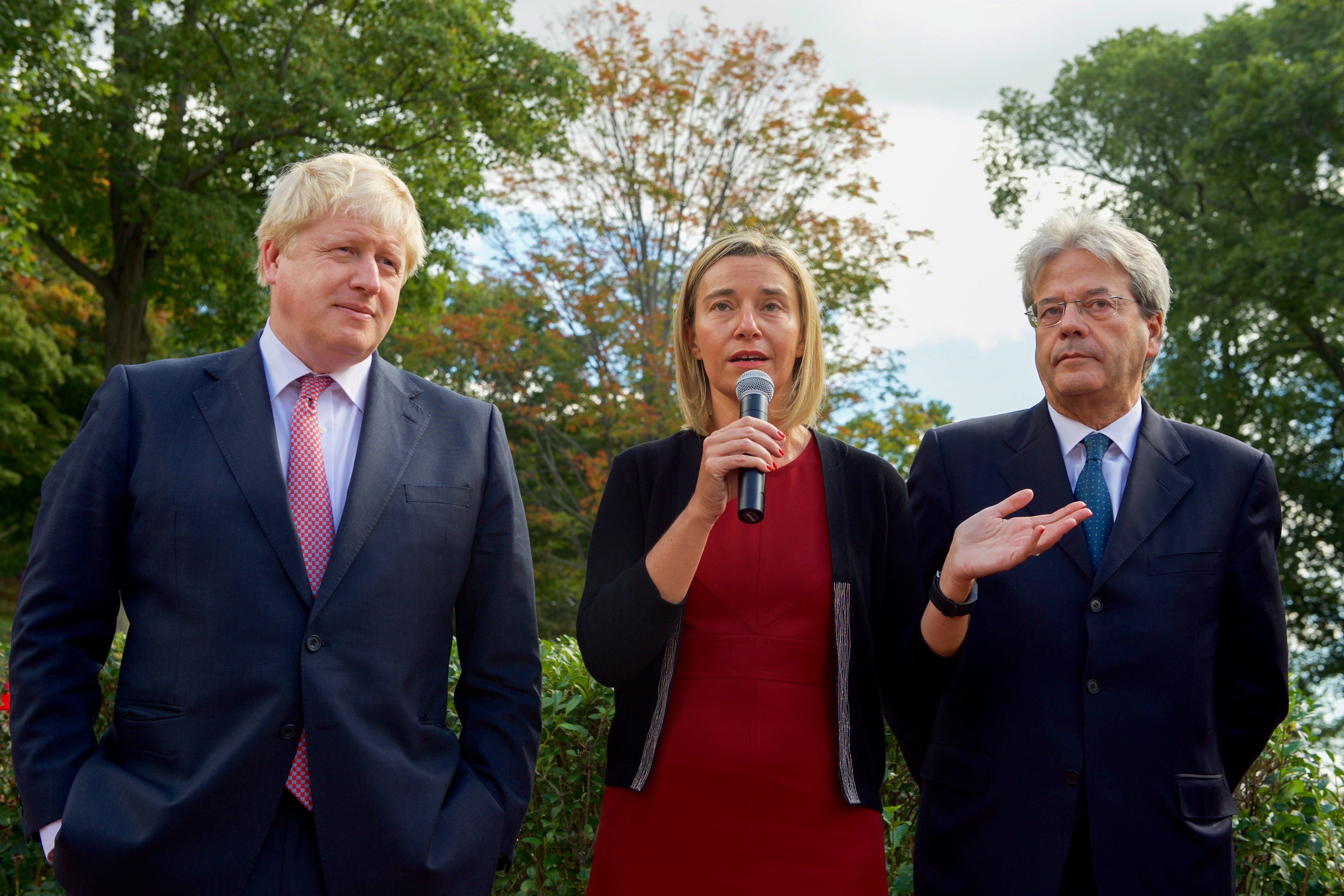
2016年9月、ボリス・ジョンソンとフェデリカ・モゲリーニと

外相在任中、ジェンティローニは数多くのイタリア市民の拉致事件に対処した。2015年1月には、シリアのテロリストに168日間拘束されていた2名のイタリア人の解放交渉にあたった。しかし、2016年1月25日には、ケンブリッジ大学に在籍していたイタリア人学生がエジプトのカイロで拉致され、殺害された。
2016年に国際連合総会で行われた、2017年から翌年の国際連合安全保障理事会非常任理事国をめぐる選挙では、イタリアとオランダが最後の枠をめぐって争い、5回の投票を経ても決まらなかった。そのため、ジェンティローニはオランダのベルト・クンデルス外相と会談し、2年の任期を両国が折半することで合意した。

### 首相

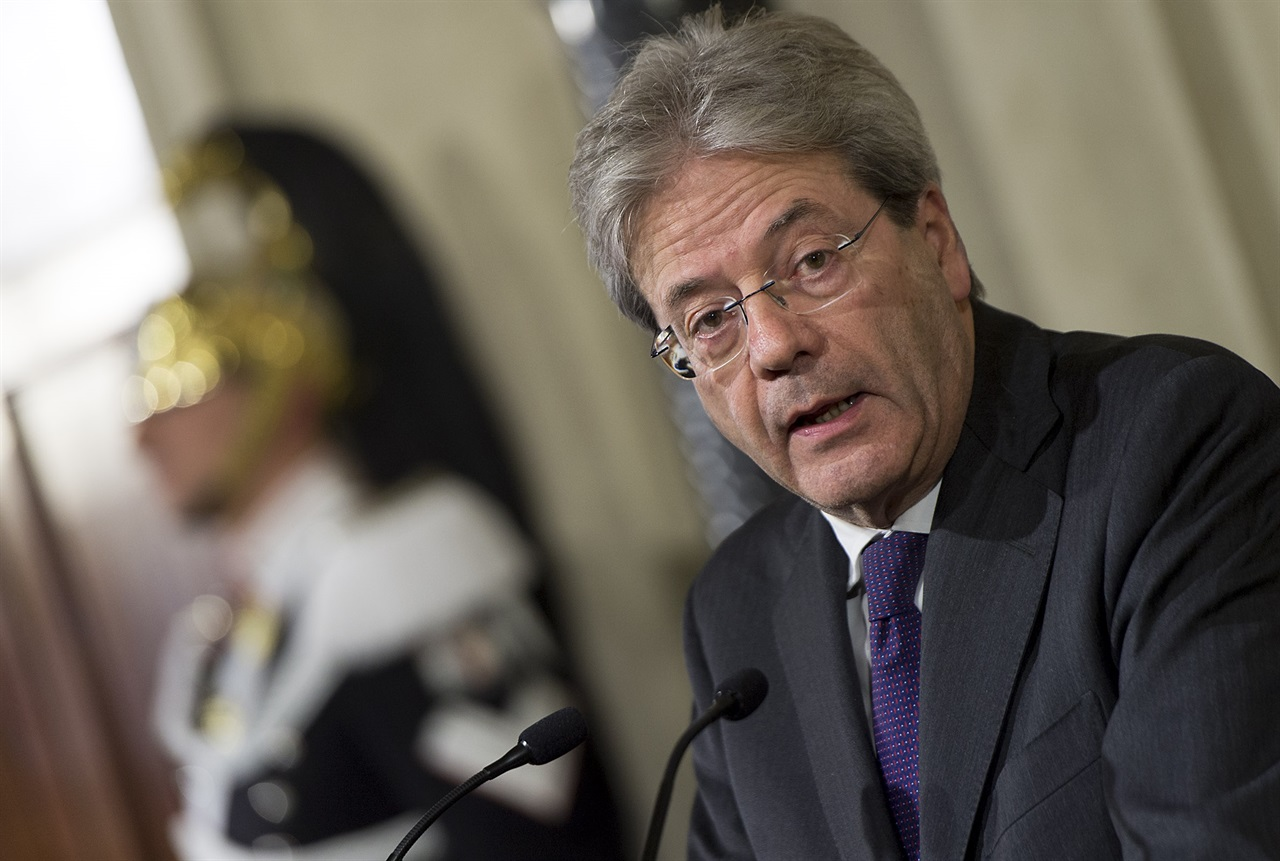
2016年12月12日、新内閣の発足を表明するジェンティローニ

2016年12月7日、レンツィは国民投票で自らの提案が否決されたことを受けて、首相職を辞すると表明した。セルジョ・マッタレッラ大統領は12月11日、ジェンティローニに新政権の組閣を要請し、翌日にジェンティローニ内閣が発足した。
ジェンティローニ内閣は、ジェンティローニの所属する民主党とキリスト教民主主義の政党連合「アレア・ポポラーレ」（新中道右派とイタリアのための中道の2党からなる）の連立政権である。レンツィ前政権でも、これらの政治勢力は政権与党であった。しかし、デニス・ヴェルディーニの中道政党、自由人民同盟 (ALA) は、1人の入閣も実現しなかったことから新政権の支持を見送った。
12月13日、ジェンティローニ内閣は代議院において、368票対105票で信任された。五つ星運動と北部同盟の議員は議場から退出した。元老院でも、その翌日に169票対99票で信任された。
首相就任1ヶ月後の2017年1月10日、フランスからの帰国途中に心臓の動脈の詰まりが原因で体調を崩し、帰国後ローマ市内の病院にて血管を拡張する緊急手術を受けた。その後体調は順調に回復し、退院直後に閣議を開き職務に復帰した。同年にイタリアのタオルミーナで開催された先進国首脳会議では議長を務めた。7月19日にエンリコ・コスタが無任所の地域自治体担当大臣を辞任したため、同日より代行。
ジェンティローニは当初、次期首相が内定するまでの暫定首相とみられていたが、リビング・ウィルの制度化や新たな選挙法の国会通過など、長年懸案となっていた改革を果たした。また、移民や社会保障に関する規則を厳格化し、欧州難民危機に立ち向かう姿勢を示した。外交では外相時代からの汎ヨーロッパ主義的なスタンスを通した一方で、ペルシャ湾諸国との関係構築にも努めた。さらに、2012年の「エンリカ・レクシエ号」事件以来ぎくしゃくしていたインドとの関係正常化を果たした。
2018年イタリア総選挙後の3月24日、大統領のマッタレッラに辞任を申し出たが、次期首相のジュゼッペ・コンテの就任式が開かれた6月1日まで首相職に留まった。

### 欧州委員
2019年8月、コンテ内閣を構成する同盟（2018年に北部同盟から改称）と五つ星運動との対立が表面化し、首相不信任決議が提出されるに至った。これに対してコンテは辞任を表明したが、民主党の全国組織を率いていたジェンティローニが五つ星運動と連立政権を組む用意があることを突如明らかにした。8月29日、大統領のマッタレッラは五つ星運動と民主党の連立政権を形成するようコンテに要請し、9月5日に民主党の政治家が複数入閣する新内閣が発足した。同日午後の初閣議で、コンテはフォン・デア・ライエン委員会のイタリア代表委員にジェンティローニを指名すると発表した。
9月10日、欧州委員長のウルズラ・フォン・デア・ライエンは、欧州議会で人事案が通った場合、ジェンティローニを経済担当委員に任命すると明らかにした。10月3日、欧州議会の経済・金融問題委員会がジェンティローニ新委員の人事を承認した。11月30日、ジェンティローニは19年在職した下院議員を辞任すると表明し、12月2日に正式に辞任した。12月1日、正式に欧州委員会の委員となった。
2020年3月はじめには、フォン・デア・ライエンから、新型コロナウイルス感染症 (COVID-19) に対処する委員会の特別タスクフォースの座長に任命された。タスクフォースのプランは同年策定されたネクスト・ジェネレーションEUプログラムに盛り込まれ、そこでは新型コロナウイルス感染症のパンデミックで打撃を受けた各加盟国の経済を回復させることに主眼が置かれた。